# La Industrial Cotonera
|  | No s'ha de confondre amb La Cotonera. |

La Industrial Cotonera era una casa-fàbrica situada al carrer de la Reina Amàlia, 12-12 bis del Raval de Barcelona, formada per la juxtaposició i reforma de dues finques originàriament separades i actualment desapareguda.

## Història i descripció

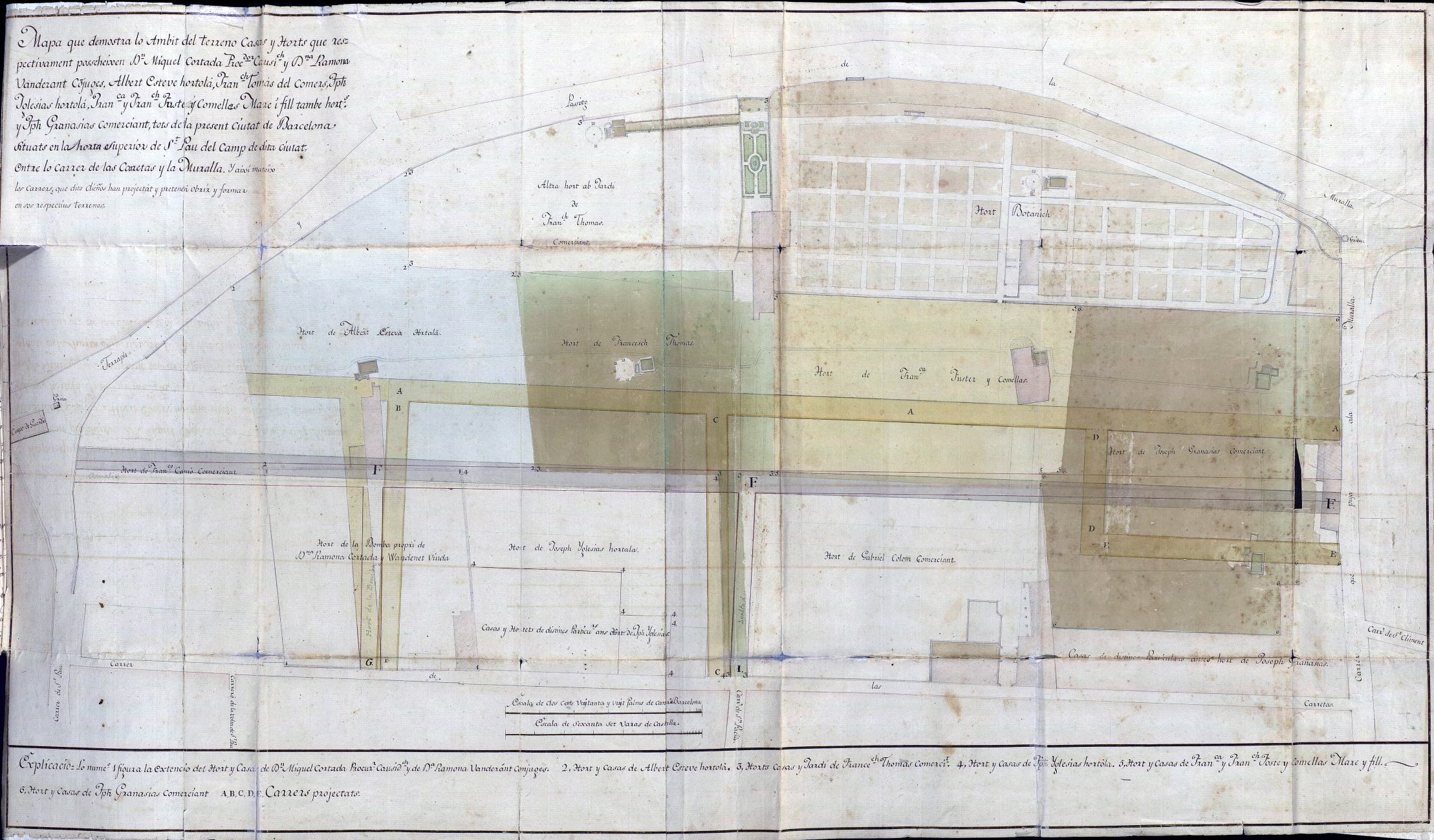
Projecte d'obertura dels carrers de la Reina Amàlia, Lleialtat i Hort de la Bomba (1807)

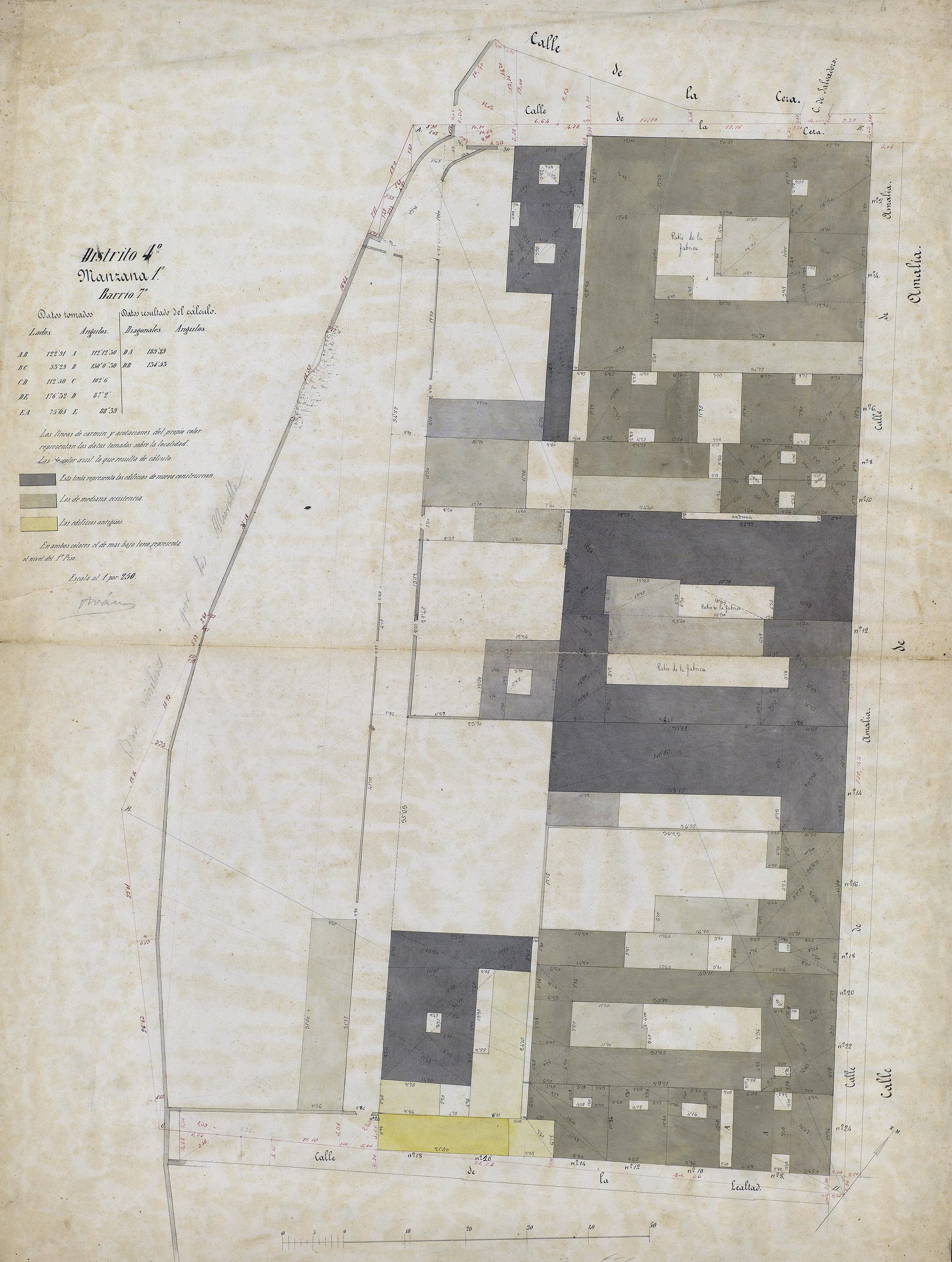
Quarteró núm. 102 de Garriga i Roca (c. 1860)

El 1839, Engràcia Serra, vídua del fabricant d'indianes Joan Calafell i Altabàs va establir en emfiteusi una parcel·la (núm. 12 bis) del seu hort al serraller Pere Viure i Leon, on aquest va fer construir una casa-fàbrica de planta baixa i tres pisos, segons el projecte del mestre d'obres Narcís Nuet. El 1842, després de la seva mort, la propietat va ser posada en subhasta per a pagar l'herència dels seus fills menors d'edat, i novament el 1844. Aquell mateix any, Antoni Escuder va demanar permís per a instal·lar-hi una caldera de vapor, segons el projecte del mestre d'obres Pere Casany. El 1845, Joan Calafell i Serra va establir en emfiteusi una altra parcel·la (núm. 12) al procurador causídic Joan Puiggarí i Vinyals, on aquest va fer construir una fàbrica de planta baixa, segons el projecte del mateix Casany. El 1851 va vendre la propietat a la societat Bernat Muntadas i Cañellas i Cia, que va encarregar-ne la reforma a l'arquitecte Josep Buxareu, amb la remunta de quatre pisos. El 1853, Bernat Muntadas va encarregar al mateix arquitecte la reforma del núm. 12 bis amb la remunta d'un quart pis i la unificació de les façanes amb una decoració amb motius de terracota.
Aquell mateix any es va constituir la societat anònima La Industrial Cotonera, amb un capital de 12 milions de rals i dedicada a la filatura i tissatge del cotó, i amb el mateix Muntadas com a director, la qual va assumir els actius de Bernat Muntadas i Cañellas i Cia, que incloïen les fàbriques del carrer de la Reina Amàlia i Sant Andreu del Palomar: «Su objeto es la elaboracion de hilados de algodon de todas clases, así en husadas como aspeados, en paquetes de 11 libras, y dispuestos en plegadores para tejer; empleando al efecto máquinas Mulljennys, Selfactings y continuas. A mas se dedica al ramo de tejidos, produciendo los llamados muselinas, guineas, madepolans, semiretores mecánicos y á mano, madrases, percalinas y empesas para indianas. Posee una fábrica de hilados en la calle de Amalia, núm. 12, y otras dos también de hilados y tejidos en el vecino pueblo de San Andrés de Palomar, en la calle de Isabel II.»
El 1854, la fàbrica va patir les conseqüències de la vaga contra les màquines selfactines, i durant la nit del 14 al 15 de juliol fou atacada i els vaguistes destruïren dues màquines de 400 fusos cadascuna. A les acaballes de la dècada del 1850, Bernat Muntadas abandonà l'empresa, a la que reclamaria el pagament del seu salari i la participació en els beneficis davant dels tribunals. El 1860, participà a l'Exposició Industrial de Barcelona amb la gamma tradicional de gèneres de cotó: mussolines, percalines, guinees, retorts, semi-retorts i hamburgs; filats de cotó, ordim i trama del núms. 30 al 60. El 1862, tenia 34.248 pues de filar i 200 telers, i hi treballaven tenia 600 obrers.
Finalment, la societat (que mentrestant havia canviat el nom a La Industria Algodonera) va ser dissolta el 16 de maig del 1877, i els accionistes van rebre només 129 pessetes per acció del nominal de 500, de les que 8 provenien del premi de la loteria de Nadal del 1879 que la comissió liquidadora havia guanyat.
El conjunt fabril va ser enderrocat a la dècada del 1960 per a la construcció de sengles edificis d'habitatges amb front a la Ronda de Sant Pau, 42-44 i el carrer de la Reina Amàlia, obra dels arquitectes Antoni de Moragas i Gallissà i Francesc de Riba i Salas (1963-1965).